# Jensen FF
Jensen FF byl sportovní automobil kategorie GT s pohonem všech kol (4x4 či 4WD). Vyráběla ho britská automobilka Jensen Motors v letech 1966 až 1971. Konstrukčně vycházel z typu Jensen Intercereptor. Šlo o první neterénní vozidlo vybavené systémem 4WD a ABS. Vzhledem k vysoké ceně bylo celkem vyrobeno pouze 320 kusů.

## Historie
Společnost Jensen Motors spolupracovala na vývoji tohoto vozu již od počátku 60. let s Harrym Fergusonem, spolumajitelem výroby traktorů Massey-Ferguson, který pro ni vyvíjel pohonnou soustavu FF (Ferguson Formula). Tento systém 4x4 byl původně vyvíjen pro závodní automobily. První silniční vůz, který jím byl vybaven, byl Jensen CV-8 FF předvedený v roce 1965 na autosalonu v Londýně.

Jeho přímým následovníkem byl právě Jensen FF, který byl jako vůbec první silniční vozidlo vybaven nejen Fergusonovým systémem FF (4WD), ale i soustavou Dunlop Maxaret, což byl první běžněji používaný systém ABS, a ještě posilovačem řízení. Tak jako u příbuzného vozu Jensen Interceptor tvořily pohonnou jednotku vidlicové osmiválce Chrysler o objemu 6,3, 7,0 a 7,2 litru spojené s převodovkou Chrysler TorqueFlite. Na rozdíl od běžné verze měl typ FF o 10 cm delší kapotu a 2 svislé větrací otvory v předním blatníku.

Nevýhodou verze FF byla vysoká spotřeba okolo 25 litrů na 100 km. Také cena byla o třetinu vyšší. Vůz navíc nemohl být přebudován na levostranné řízení pro export. Pod kapotou totiž nebylo dost místa na přesunutí posilovače řízení. Vzhledem k značně nákladné výrobě se Jensen FF dodával jen na zakázku. Počátkem 70. let pak musela být jeho výroba zastavena.
Jensen FF je klasický příklad velkého vozu, který předběhl svou dobu. Použitím pohonu všech kol o mnoho let předběhl slavné Audi quattro.